# Eriocaulon tepicanum
Eriocaulon tepicanum är en gräsväxtart som beskrevs av Harold Norman Moldenke. Eriocaulon tepicanum ingår i släktet Eriocaulon och familjen Eriocaulaceae. Inga underarter finns listade i Catalogue of Life.